# Haplogrupp I1 (Y-DNA)

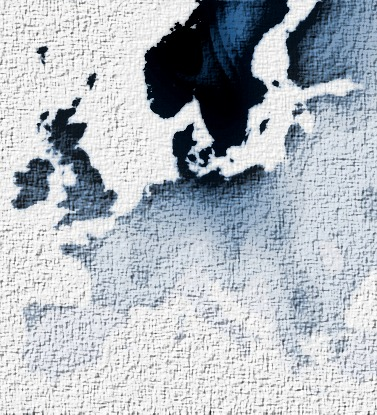
Distribution och frekvens.

Haplogrupp I1 är den haplogrupp som har störst genetiskt koncentration i området runt Skandinavien, och är i Sverige den vanligaste haplogruppen. Mutationerna som är identifierade som Haplogroup I1 (Y-DNA) är M253, M307, P30, och P40.
Haplogrupp I1 tros ha utvecklats ur haplogrupp I för ungefär 27.000 år sedan. Det troliga är att mutationen inträffat någonstans i Europa. Huvudsakligen tillhörde de förhistoriska jägar/samlare man kunnat undersöka haplogruppen I2, och det är därför oklart exakt var den uppstod. Bland bönder tillhöriga den Bandkeramiska kulturen i Ungern har flera fynd påträffats, och mycket tyder på att mutationen spridits till Norden med haplogruppen R1a-Z284 under tidig neolitikum och bronsålder. Det äldsta fyndet av en individ med haplogrupp I1 i Sverige härrör från 1.400 f. Kr. Fördelningen mellan haplogrupperna R1a, R1b och I1 är densamma hos samer som hos övriga skandinaver, vilket tyder på att dessa haplogrupper kommit in i den samiska genpolen relativt sent.